# Mijares (fiume)
Il Mijares (Millars in catalano) è un fiume della Spagna che nasce nella Sierra de Gúdar nel territorio del comune di El Castellar (provincia di Teruel), dall'unione di vari rami sorgentiferi a circa 1.600 m di altitudine e che sfocia nel mar Mediterraneo (Golfo di Valencia) tra i comuni di Almazora e Burriana, in provincia di Castellón, dopo un percorso di 156 km.

## Affluenti
Vicino alla sorgente si trovano anche le sorgenti dei principali affluenti, il Valbona e l'Albentosa e nel territorio di San Agustín il Maimona. Nella Comunità Valenciana i principali affluenti del Mijares sono il Montán nel comune di Montanejos, il Barranco de Palos ad Arañuel, la Rambla de la Viuda ed il Linares o Villahermosa a Vallat.

## Regime fluviale
Il regime del fiume è pluviale mediterraneo anche se con una leggera tendenza nivale per via dell'altitudine della sorgente. Per questo, nel basso corso si osserva l'esistenza di un periodo di piena in febbraio, giugno ed ottobre e magre in gennaio ed agosto. Il carattere mediterraneo del fiume ha causato forti alluvioni, le più importanti furono quelle del 1922 con un massimo di 3000 m³/s e quella del 1957 che distrusse gli argini.

## Foce
Alla foce forma una specie di laguna allungata di circa 90 metri di larghezza, che si restringe sulla linea di costa per l'avanzamento di un cordone litorale da norde che la chiude parzialmente (40 metri).

## Bacino idrografico
La superficie del bacino è di 4028 km² e la portata media è di 14,72 m³/s, nella località di Cirat.

## Alto corso
L'alto corso del fiume è percorso incassato in calcari carsici formando una profonda gola tra la provincia di Teruel e Montanejos, in parte occupata dal lago di Arenós o Arenoso. Questa profonda gola ha manifestazioni formidabili nelle vicinanze di Montanejos (gola dei Chiparrajos, Barranco de la Maimona e Salto del Caballo, per esempio), lo stretto della Cuaz ad Arañuel, dove la strada CV-20 attraversa il fiume con un alto viadotto, riparata dalle pareti verticali della gola, così come il tratto tra Toga e Torrechiva, con un dislivello di 300 m di parete verticale e termina a Fanzara, dove la valle si apre fino alla piana alluvionale che forma le comarche della Plana Alta e della Plana Baixa.

## Sfruttamento
Lo sfruttamento delle acque del fiume a fini irrigui è notevole, con un totale di 43.530 ha irrigati. Di questi 41.065 ha (94 %) si trovano nella provincia di Castellón, mentre i 2.470 ha restanti (6 %) si trovano nella provincia di Teruel. La maggior parte dei terreni irrigati (77 %) si situa nel bacino basso, a valle dei laghi di María Cristina e Sichar. In questa zona, la superficie irrigata è molto superiore a quella destinata a secano (79 y 21 % rispettivamente). Gli agrumi costituiscono la coltivazione predominante, con una percentuale prossima all'87 % della superficie irrigata della zona.
Esiste una rete di sfruttamento per generare energia elettrica, basata su varie centrali idroelettriche quasi dalla sorgente. Dal lago dei Toranes parte un canale sotterraneo fino alla centrale di La Hoz a San Agustín, da lì un altro canale porta le acque alla centrale di Los Villanuevas a Olba. Lì vengono ritenute da una diga fino alla centrale di Los Cantos a Puebla de Arenoso, già in provincia di Castellón. Le acque arrivano al lago di Arenós e a due chilometri si trova la Diga di Cirat, a Montanejos, che convoglia le acque fino alla centrale omonima. Qui, la diga di Vallat, a Cirat, porta le acque alla centrale di Vallat, dove si trova la diga di Ribesalbes. Nuovamente le acque sono convogliate alla centrale del Colmenar, costeggiando il lago di Sichar. Tutte le centrali appartengono a Iberdrola Renovables e sono controllate a distanza, necessitando migliorie per ottimizzare le risorse, dato che le turbine sono anteriori al 1970. Ecologicamente crea problemi all'ecosistema fluviale del fiume, dato che l'acqua del fiume circola nei canali delle centrali idroelettriche senza lasciare un minimo deflusso vitale tra Los Toranes e Sichar.

### Laghi e dighe

#### Lago di Arenoso
Il fiume entra in provincia di Castellón per il lago di Arenoso, costruito sopra l'antico abitato di Campos de Arenoso, distrutto e inondato dalle acque del lago. Il lago ha una capacità di 136,9 hm³. Sia lo scarico di fondo come la derivazione per irrigazione ed il nuovo sfiato intermedio attraversano in galleria le pareti di sinistra del lago e scaricano a valle della diga.

#### Lago di Sichar

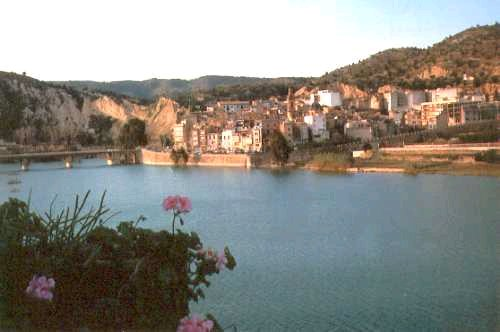
Lago di Sichar presso Ribesalbes

Il lago di Sichar (Sitjar in valenciano) regola l'irrigazione della Plana e controlla le piene del fiume. ha una capacità di 49,3 hm³.

##### Scarichi
Il lago ha tre scarichi:
- Desagüe de Fondo: svuota completamente il lago (con una capacità di 60 m³/s)
- Desagüe Intermedio: scarica 12 m³/s
- Superior: scarica 180 m³/s.
- Válvula de Riego: scarica l'acqua necessaria per l'irrigazione di un giorno nella zona.

#### Altri laghi
- Lago Alcora, di 2,2 hm³.
- Lago di María Cristina, sulla Rambla de la Viuda, presso la confluenza con il Mijares, di 18,4 hm³.